# 目斗嶼燈塔
目斗嶼燈塔（英語：Mudouyu Lighthouse）又稱北島燈塔，是一座位於澎湖群島最北端島嶼目斗嶼上的燈塔，隸屬中華民國交通部航港局，為台灣塔身最高的燈塔，後於2003年12月11日，澎湖縣政府文化局將燈塔登錄為澎湖縣歷史建築。

## 沿革
目斗嶼周圍海域是澎湖群島北端的重要漁場，但四周珊瑚裙礁遍布，尤其與吉貝嶼之間的海域僅為1公尺左右，屬於沉水海蝕平台。因此燈塔興建前，沉船海難事件不斷，依據《澎湖廳志》記載，有「鐵板關」之稱。
日治初期，日本政府為提高航行此區域的船隻安全，後經提出澎湖列島燈臺建設意見後，根據臺灣總督府告示第七十號的內容表示，1899年（明治三十二年）興建目斗嶼燈塔，至1902年（明治三十五年）6月完工，最初該建築稱為「北島燈台」，由於交通不便導致島嶼上的施工相當艱鉅，最終該工程費用達20萬3仟日圓。
目斗嶼燈塔高49公尺。塔高39.9公尺，結構因應避免因風浪長期侵襲造成銹蝕，均以鑄鐵製造，由於平時周圍海域四周多霧因素，故建築體的外漆以黑白相間的橫條紋表示，方便船隻注意。燈塔內部則為磚造承重牆結構，共分為三層，以旋轉樓梯相連，蓄水池也設於其中，以燈塔及宿舍屋頂的雨水為水源，燈塔完工後，派有駐守人員6人駐守於目斗嶼管理燈塔事務，並設有燈室、事務室、寢室、炊事室等設備，同時於吉貝島建有燈塔宿舍，方便提供駐守人員供輪班交替用與其家眷居住。平時使用澎湖郵便局的郵務艇有明丸(Ariake Maru)為燈塔運載物資必需品與往來馬公市之間。
第二次世界大戰期間，澎湖遭遇空襲，美軍使用B24轟炸機擊毀目斗嶼燈塔與相關設施，並襲擊有明丸，導致目斗嶼燈塔喪失運作功能。戰後，1947年目斗嶼燈塔進行改裝工程，將塔下房舍皆漆為白色，後於1964年改建塔頂，形成今貌。2001年，目斗嶼燈塔於中華民國各縣市所舉行的「歷史建築十景徵選活動」中，獲選為澎湖縣歷史建築十景之一。

## 燈塔行政諸元
- 塔高：39.9公尺。
- 塔身塗色・構造：黑白色相間平行橫條圓形鐵塔。
- 燈高：49.0公尺以高潮面至燈火中心計。
- 燈器：四等旋轉透鏡電燈
- 光力：1,500,000燭光。
- 公稱光程：26.8浬。
- 管轄機關：燈塔原為中華民國財政部關務署管理，已於2013年1月1日轉交由中華民國交通部航港局管轄。
- 人員編制：有。
- 開放參觀與否：否

燈塔的設備歷經四代：最初為一等旋轉透鏡及四重燈芯煤油燈，發射206,000燭光的白光，每20秒閃光一次。1910年改裝為煤油白熱燈，500,000燭光，燈器於二次大戰中被炸毀。1947年，裝設五等臨時直流電閃光燈，光力減至3,000燭光，但頻率增加為每12秒閃光3次。1964年改建塔頂之後，改裝新式四等旋轉透鏡電燈，頻率回復20秒一閃，光力則增至1,500,000燭光，目斗嶼島上無電力設備，因此僅靠三部發電機自行發電提供燈塔運轉。

## 外部連結
- 交通部航港局-目斗嶼燈塔 （页面存档备份，存于）
- 交通部觀光局-目斗嶼燈塔 （页面存档备份，存于）
- 目斗嶼燈塔 （页面存档备份，存于）